# Pseudocrenilabrus multicolor
Pseudocrenilabrus multicolor е вид лъчеперка от семейство Цихлиди (Cichlidae).

## Разпространение
Видът е разпространен в Египет, Кения, Руанда, Танзания, Уганда и Южен Судан.